# Anisochoria
Anisochoria is een geslacht van vlinders van de familie dikkopjes (Hesperiidae), uit de onderfamilie Pyrginae.

## Soorten
- A. albida Mabille, 1888
- A. bahia Evans, 1953
- A. minorella Mabille, 1897
- A. nadia Nicolay, 1980
- A. pedaliodina (Butler, 1870)
- A. sublimbata Mabille, 1883
- A. subpicta Schaus, 1902
- A. superior Mabille, 1897
- A. vianna Evans, 1953